# Henning Christophersen
Henning Christophersen (ur. 8 listopada 1939 w Kopenhadze, zm. 31 grudnia 2016 w Brukseli) – duński polityk i ekonomista, minister spraw zagranicznych oraz finansów, od 1977 do 1984 lider liberalnej partii Venstre, w latach 1985–1995 wiceprzewodniczący Komisji Europejskiej oraz komisarz europejski ds. ekonomicznych i monetarnych.

## Życiorys
Z wykształcenia ekonomista, w 1965 ukończył studia na Uniwersytecie Kopenhaskim. Pracował w radzie ds. rzemiosła, administracji szkoły średniej, a także jako doradca finansowy i dziennikarz. Działalność polityczną rozpoczął w organizacji studenckiej liberałów, następnie stopniowo awansował w partyjnej strukturze. W 1971 po raz pierwszy został wybrany do Folketingetu, w duńskim parlamencie zasiadał do 1984.
W 1972 został wiceprzewodniczącym Venstre. W 1977 przejął kierownictwo w partii, gdy Poul Hartling otrzymał nominację na wysokiego komisarza ONZ ds. uchodźców. W 1978 został zatwierdzony na tej funkcji przez partyjny kongres. W latach 1978–1979 sprawował urząd ministra spraw zagranicznych, ponownie wchodził w skład duńskiego rządu zasiadał w latach 1984–1985 jako minister finansów.
W 1984 zrezygnował z funkcji rządowych, parlamentarnych i partyjnych. Wiązało się to z nominacją do nowej Komisji Europejskiej. Henning Christophersen w latach 1985–1995 wchodził w skład trzech kolejnych KE, którymi kierował Jacques Delors. Pełnił funkcję wiceprzewodniczącego Komisji Europejskiej, odpowiadał również za sprawy gospodarcze i monetarne.
Po zakończeniu pracy w strukturach europejskich obejmował kierownicze stanowiska w zarządach i radach nadzorczych różnych przedsiębiorstw.

## Odznaczenia
- Komandor 1. Stopnia Orderu Danebroga (Dania, 1984)
- Krzyż Wielki Orderu Gwiazdy Polarnej (Szwecja)
- Krzyż Wielki Orderu Słonia Białego (Tajlandia)
- Krzyż Wielki Królewskiego Orderu Wiktoriańskiego (Wlk. Brytania)
- Wielki Oficer Orderu Zasługi (Francja)
- Krzyż Wielki Orderu Lwa (Finlandia)[4]